# Pontiac Sunbird
El Pontiac Sunbird es un vehículo tipo sedán que también tenía versiones de Safari cashback y una convertible qué consistía en un coche convertible de motor sencillo utilizado como sedán en varios mercados. Pontiac lo comercializó para reemplazar la serie Vega de Chevrolet desde 1974 hasta el año de 1994 en que fue sustituido por el Pontiac Sunfire de primera generación. El año 1995 fue conocido por haber tenido en todos sus años de producción en varias versiones. Como vagoneta de Safari, camioneta familiar Sedan convertible y por último tuvo varias modificaciones a lo largo del tiempo.
La versión Safari fue eliminada después de 15 años de su producción siendo esta última la primera versión ser eliminada en varios países como Estados Unidos, Canadá, y Alaska que fueron los únicos países donde fueron comercializados. Fue vendido en distintas versiones en 1994 y tras 10 años de la segunda generación se dejó de producir para reemplazarlo por el Pontiac Sunfire que fue su sustituto a partir del 95 hasta el 2005. 